# Vera Renczi
Vera Renczi (nascida em Bucareste, Romênia, por volta de 1895-1903) foi uma assassina em série que, alegadamente, matou 35 indivíduos por envenenamento - incluindo maridos, amantes e o filho - durante os anos 1920, em Berkerekul, Sérvia. Ela é também chamada na imprensa de Viúva Negra.

## Controvérsia: Vera Renczi existiu mesmo?
Em 1972, o Livro do Guiness não encontrou provas para suportar a teoria de que Renczi teria matado 35 pessoas nos anos 1920 na Romênia. Antes e depois desse tempo, a história surgiu em várias versões, com diversos detalhes. Muitas das fontes dizem que os assassinatos foram em Berkerekul, Jugoslávia (atualmente Sérvia), mas nada pôde ser comprovado. Nenhuma data dos alegados assassinatos pode ser confirmada e a história de Vera Renczi pode ser ficção ou engano. Segundo o Adevarul em 2016, nem seu nome nem sua data de nascimento são exatos e certos.

## Biografia
Segundo algumas das histórias, Renczi nasceu em Bucareste em 1903, mas, segundo o Adevarul, ela provavelmente nasceu antes, no final dos anos 1890, sendo possivelmente filha de pai búlgaro e mãe romena.
Segundo a rádio romena RFM, 
"Quando Vera tinha 13 anos, sua mãe morreu e seu pai se mudou então para uma vila em Berkerekul, uma pequena cidade no norte da Sérvia. Lá Vera cresceu e começou a mostrar os primeiros sintomas perturbadores. Um dia, decidiu envenenar seu cachorro e enterrá-lo no jardim. Quando o pai, aterrorizado, perguntou por que ela havia feito isso, a menina respondeu: 'você disse que estava irritado com os latidos dele e que o entregaria ao seu vizinho'."
Segundo a RFM também, Vera demonstrava muito ciúme de todas as mulheres que se aproximavam do pai, enquanto se envolvia sexualmente com diversos homens, incluindo empresários. Seu pai então a matriculou numa escola para meninas após mais uma fuga frustrada da filha, para que ela "adquirisse as maneiras certas e para que seu temperamento fosse domado". No entanto, nem a escola nem o pai teriam sido capazes de controlá-la. Segundo o Adevarul, ela tinha uma beleza cativante e sempre se vestia de preto.
Na idade de 20 anos, casou-se com o banqueiro austríaco Karl Schick, muito mais velho que ela, de quem teve um filho chamado Lorentz e que acabou sendo sua primeira vítima.

## Os crimes
Após o casamento de Vera e Karl, para atender aos caprichos da esposa, o casal se mudou para um castelo em Berkerekul. No entanto, Vera, que ficava em casa todos os dias enquanto o marido trabalhava, começou a suspeitar que ele era infiel e logo após o nascimento do filho do casal, Karl desapareceu. À família do marido, segundo a RFM, ela dizia que ele havia deixado uma carta, onde teria escrito:"desculpe, mas não posso ficar com você. Eu amo outra". Segundo algumas fontes, na verdade Vera havia envenenado o marido com arsênico (ver também arsênio) e após aproximadamente um ano de luto, disse que tinha ficado sabendo que o marido tinha morrido num acidente de carro.
Pouco tempo depois de alegadamente ter lido no jornal sobre a morte do marido num acidente de carro, Vera voltou a casar, dessa vez com um homem aproximadamente da sua idade chamado Joseph Renczi (de quem ela herdou o sobrenome). Contudo, a relação era tumultuada e Vera voltou a suspeitar que o marido a traía. Após apenas alguns meses de casamento, segundo o Recevarul, Joseph ficou doente e "caiu de cama", tendo morrido poucas semanas depois (a doença se devia ao envenenamento progressivo de Joseph).
Apesar de Vera não ter voltado a casar, passou os anos seguintes tendo uma série de casos amorosos, alguns deles clandestinos, com homens casados. Os homens vinham das mais variadas classes sociais, mas todos sumiam em meses, semanas e, em alguns casos, apenas alguns dias depois de ficarem romanticamente envolvidos. Em todos os casos, ela falava que eles a tinham traído e deixado.
Depois de uma das mulheres de um dos amantes de Vera, um banqueiro sérvio de sobrenome Milorad, o ter seguido até a casa da assassina e após ele nunca mais voltar para casa, a mulher procurou a polícia e insistiu para que seu desaparecimento fosse investigado. Assim, após vistoriarem a adega de Vera, os policiais descobriram 32 caixões por enterrar, com cadáveres de homens em vários estados de decomposição.
Vera Renczi confessou também ter matado seus dois maridos e o seu filho Lorentz. Contou que um dia, quando o filho veio lhe fazer uma visita, encontrou por acidente os caixões na adega e a chantageou. Como tal, envenenou-o e livrou-se do corpo. Tinha ainda receio que ele a fosse deixar para casar com alguém, portanto abraçou-o enquanto morria para que ela fosse a última pessoa que o abraçasse.
Segundo algumas fontes, no entanto, o menino tinha apenas 10 anos de idade quando foi morto, após descobrir os crimes cometidos pela mãe.

### Vítimas
Homens, que eram seus maridos ou amantes. Ela também matou o próprio filho, então com apenas 10 anos de idade [segundo algumas fontes].

### Modus operandi
Segundo o Adevarul, Vera matava usando arsênico ou estricnina.

## Prisão e pena
Foi condenada a prisão perpétua, mas logo ficou louca na prisão e morreu de uma hemorragia cerebral antes da Segunda Guerra Mundial.

## Curiosidades
- Alguns especularam que a história de Renczi inspirou a peça "Arsenic and Old Lace" de Joseph Kesselring, contudo isto não é verdade. A peça foi baseada, na verdade, em Amy Archer-Gilligan.
- Em 2005, o Discovery Channel criou uma série de três partes chamada "Mulheres mortais" contando a história de Renczi, recriando cenários e com comentários de agentes do FBI, da profiler criminal Candice DeLong e de uma patologista forense. Renczi foi retratada no primeiro episódio com o título "Obsessão", onde foi descrita como tendo morto as suas vítimas nos anos 30 da Roménia. Como motivação, foi dito que "uma análise mais moderna, sugere que estava apenas à procura de amor".